# 天瑞邨麥當勞圍毆命案
天瑞邨麥當勞圍毆命案是2008年在香港發生的一件命案，18歲黑社會成員吳柏麟因為懷疑其女友仍對一名已分手的青年藕斷絲連，而预谋與朋友合伙做案，襲擊該青年。2008年10月2日凌晨，9名有组织犯罪者在天瑞邨麥當勞餐厅內看見該青年的朋友潘嘉恩，於是将其圍毆致死，犯案後各自潛逃。
經過約10年時間，涉案的其中8名成員先後被拘捕及起訴，分別被控以謀殺或誤殺罪名；其中1人被選為污點證人。2010年至2020年間，香港高等法院先後裁定8名被告罪名成立，各被判處服刑4年至終身監禁不等。現時仍有1名涉案成員正在潛逃。

## 背景
案中受害者潘嘉恩（男，25歲），綽號「波波」，居於天水圍天瑞邨。由於他無心向學，讀至中三便輟學，經常四處流連，因而結識了一些屬於黑社會14K的成員，並順勢加入14K，混跡數年後成為活躍元朗區內的小頭目，隨後他結婚誕下2名女兒，並任職運輸工人養活一家四口。
潘嘉恩在中學時期認識了朋友何柏輝（綽號「小強」），一同加入14K。「小強」在2002年與女子「愛儀」成為情侶，4年後分手，分手後仍保持聯絡。2年後，「愛儀」和14K成員吳柏麟談戀愛，吳柏麟將「小強」當成情敵，雙方因而結怨。

## 案發經過
2008年10月1日晚上10時，吳柏麟與女友「愛儀」及另外2名小混混到天水圍吃晚飯，經過天瑞商場的露天廣場時，遇上「小強」和潘嘉恩等3人。吳柏麟認為「小強」與「愛儀」藕斷絲連，遂糾黨走近何柏輝，隨即發生口角並向「小強」毆打數拳，然後離去。「小強」雖然被推撞，但沒有報警求助。
吳柏麟離開現場後，仍然不服氣，於是與朋友林兆峰商討，二人均覺得「小強」很厚臉皮，必須給予「教訓」。隨後，吳柏麟等人各自分道揚鑣，吳柏麟先行回田心村的家，其餘2名成員則去了位於元朗的酒吧「彩虹吧」喝酒消遣，並在該處遇見林兆峰及另外4名成員。直至10月2日凌晨3時許，吳柏麟致電林兆峰，表示得知「小強」其中一名朋友（即潘嘉恩）在天瑞商場內。林兆峰通知正在喝酒的成員，一行7人分開2輛私家車到田心村接載吳柏麟和另一名成員，然後9人一起出發尋找「小強」等人。不久，私家車抵達麥當勞外，不斷在附近繞圈等待時機。

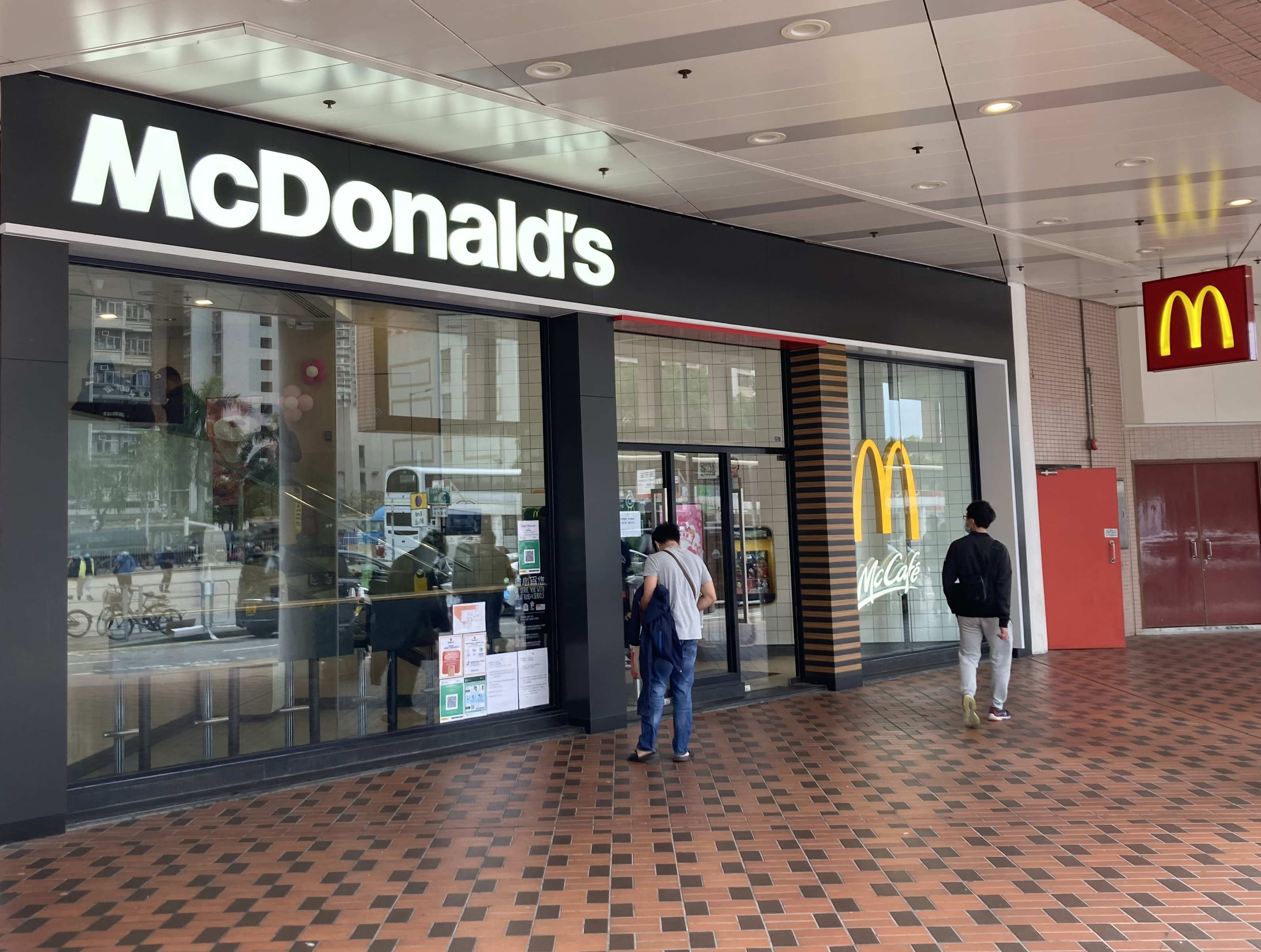
案發麥當勞的店面（已較案發時裝修）

凌晨3時56分，潘嘉恩到麥當勞收銀處點餐，期間他察覺勢色不對，便提高警惕、拿起垃圾箱的鐵棍自衛戒備、並致電朋友求救。成員見潘嘉恩在收銀處排隊點餐，林兆峰於是分派部分成員下車包圍潘嘉恩，以免被逃脱；惟剛好有警員在附近巡邏，令吳柏麟等人不敢行動，遂在附近徘徊，直至1分鐘後警察離開。3時58分，林兆峰帶領成員進入麥當勞，一步步逼近在收銀處的潘嘉恩；潘嘉恩右手緊握鐵棍，表示希望以談判方式解決問題，但遭到對方的成員黃俊敏回罵：「談判？那你還拿著武器？」黃俊敏霎時衝往潘嘉恩，與潘嘉恩扭打在一起並將之摔在地上，其餘成員亦一擁而上，對潘嘉恩拳打腳踢。潘嘉恩在9打1的情況下處於劣勢，很快被林兆峰奪去手上的鐵棍毆打，其餘成員也在店內隨手撿起各種物品攻擊潘嘉恩，例如麵包托盤、鐵告示板等，潘嘉恩曾數次試圖站起來還擊，但瞬間被擊倒。突然，吳柏麟拿起店內重12公斤、掛著6把傘的鐵製雨傘架，2度以圓形底座砸向潘嘉恩的上半身；成員「家浩」及黃俊敏見狀亦先後拾起雨傘架向倒在地上的潘嘉恩重擊2下。潘嘉恩被毆至頭破血流，更噴血昏迷。圍毆了35秒，成員認為已經打夠了，遂跑出麥當勞，登上私家車逃離現場。
由於圍毆過程十分暴力，當時在麥當勞裡目擊事件的10多名顧客及職員不敢加以阻止，直至成員全部離開後才馬上報警求助，救護員趕至發現潘嘉恩已經失去知覺、口鼻流血，立即將之送往屯門醫院搶救。警方在現場檢獲雨傘架、4個麵包托盤及被打至變形扭曲的鐵棍，全部均染有潘嘉恩的血跡。由於潘嘉恩頭部重創而腦幹死亡，在加護病房留醫至10月5日晚上11時證實不治。

### 調查及拘捕
離開麥當勞後，成員回到「彩虹吧」喝酒到天亮，並商討潛逃，然後他們在數天內各自尋找非法的海路或陸路渠道逃往中國大陸。而警方翻查麥當勞的閉路電視片段時，發現圍毆過程被清楚拍攝，遂展開追捕。10月4日，沒有離開香港的成員張國豪在街上被警員截查，因而被拘捕。隨後警方發現大部分成員已經潛逃到內地，故將資料通報公安要求協助搜捕。至12月，吳柏麟因為女友懷孕而尋求社工協助，期間遇到潛逃內地但回來香港的成員布嘉誠，二人決定自首，遂在12月19日在社工陪同下到警署投案。2011年1月19日，林兆峰亦被警方拘捕。另一邊廂，成功潛逃的鍾振豐、林家輝、謝偉麟及黃俊敏卻因為在廣東省販毒而被公安拘捕，在當地服刑數年刑滿後，鍾振豐、林家輝和謝偉麟於2018年2月12日被押解到落馬洲口岸移交至香港警方，而黃俊敏在3月20日被移交香港警方。現時，僅剩餘成員「家浩」未被尋獲拘捕，警方仍在追尋其下落。

## 首次審訊
2010年4月14日，案件於香港高等法院開審，起訴3人，包括張國豪、吳柏麟及布嘉誠，分別被控告謀殺或誤殺罪名，3人均承認誤殺罪；其中張國豪被選為污點證人，指證另外2名被告。控罪指被告與一共9人的涉案人士於2008年10月5日（當天確認死亡）在天瑞商場麥當勞內殺害25歲男子潘嘉恩。控方開案陳詞指出，吳柏麟與其女友「愛儀」於2008年10月1日晚上在天水圍遇到數名男子，當中包括受害者潘嘉恩及「愛儀」的前男友「小強」，吳柏麟隨即召來包括其在內的9名朋友到場與「小強」等人對峙，不久兩幫人各自散去；至10月2日凌晨3點許，吳柏麟等人發現「小強」的友人潘嘉恩在天瑞邨麥當勞內，便進店內圍毆潘嘉恩至重傷昏迷，潘嘉恩在送院搶救3天後死亡。（案件編號：HCCC 225/2009）

### 閉路電視片段
麥當勞的閉路電視錄影清楚攝得圍毆過程及各成員的樣貌，成為有力的呈堂證據。片段顯示，上午3時57分57秒，右手手執鐵棍的潘嘉恩和林兆峰在收銀處前對峙，潘嘉恩左手指著林兆峰，雙方均朝對方方向走近。58分0秒，當林兆峰朝潘嘉恩的位置越走越近時，潘嘉恩後退數步。之後幾秒，各成員陸續走進店內。58分05秒，黃俊敏突然加速跑向潘嘉恩，並扭打在一起，其餘成員則在旁包圍，潘嘉恩旋即被成員們壓在地上毆打。58分17秒，林兆峰搶去潘嘉恩手裡的鐵棍，對他毆打了4下、共10秒。58分22秒，吳柏麟拿著雨傘架走向潘嘉恩，2秒後用雨傘架的底座朝潘嘉恩砸去，吳柏麟於2秒後再重複同一動作。58分28秒，除了黃俊敏之外，其餘成員跑向麥當勞門口，於58分30秒離開錄影範圍。至於黃俊敏則在58分28秒撿起雨傘架，於31秒至33秒內2度以底座砸向潘嘉恩，然後在35秒跑出麥當勞，之後便沒有成員於錄影範圍內出現。整個過程歷時35秒。

### 證人作供

#### 被告自辯
吳柏麟出庭自辯表示，10月1日晚上，他和朋友喝酒，然後一起到天瑞商場麥當勞吃東西，當時他並不知道潘嘉恩在店內。他們進入店內發現朋友黃俊敏與潘嘉恩正在爭執，潘嘉恩更手執鐵棍試圖毆打黃俊敏，他遂替朋友出頭，與9名同黨包圍潘嘉恩。過程中，潘嘉恩踢到了他，他便在其腰部回踢2腳，但潘嘉恩被其餘朋友打至躺在地上，於是他再多踢2腳，林兆峰與其餘人亦正以鐵棍和麵包托盤圍毆潘嘉恩，他感到很害怕並緩緩離開現場。突然，「家浩」拿起雨傘架打向潘嘉恩的腿部，他見狀已經不想再打潘嘉恩，遂離去。離開現場後，「家浩」和黃俊敏均表示有以雨傘架毆打潘嘉恩。至12月19日他在社工陪同下和布嘉誠主動到警署自首。他認為當時他們受酒精影響而打得過火。另外，他堅稱店內閉路電視拍攝到以雨傘架襲擊潘嘉恩的人是「家浩」而不是他，而且此案也不是由他引起。
布嘉誠表示，自己愚蠢地參與了圍毆，犯案後更潛逃到内地，惟他得知潘嘉恩的死訊後，便返回香港自首。他對於自己行事魯莽，結果釀成悲劇而深感懊悔並已吸取教訓，而案發情境仍在他腦海中揮之不去，他向潘嘉恩家人誠懇致歉。

#### 污點證人

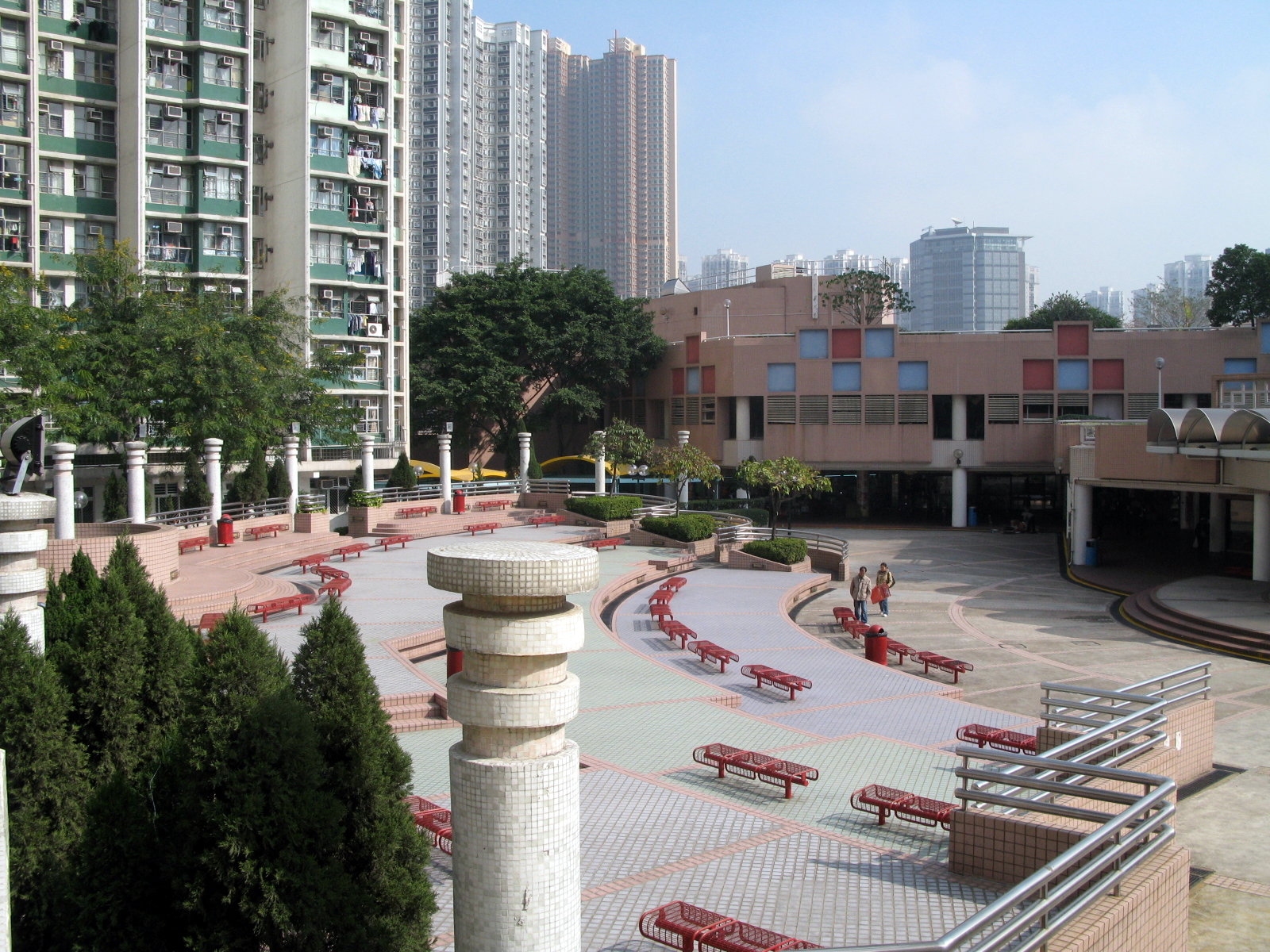
案發前吳柏麟等人與「小強」、潘嘉恩等人在天瑞商場的露天廣場爭執

張國豪以污點證人身份出庭作供，在10月1日晚上10時，吳柏麟糾黨9人在天瑞商場的露天廣場遇到「小強」、潘嘉恩等人，吳柏麟表示「小強」仍對其女友「愛儀」藕斷絲連，雙方發生口角及推撞後各自散去。随後吳柏麟一行人到「彩虹吧」喝酒，期間有人提議以暴力報復「小強」等人，吳柏麟認同做法，遂分開2輛私家車載着9人追尋。凌晨3點57分，他們在麥當勞內發現屬「小強」一夥的潘嘉恩正在點餐，於是立即走近潘嘉恩，潘嘉恩見勢色不對，隨手拿起垃圾箱的鐵棍自衛戒備，並向他們表示：「有什麼問題也可以談判解決吧！」但他們認為潘嘉恩拿著鐵棍，不是存心談判，因此黃俊敏衝上前將潘嘉恩摔在地上，一群人開始對潘嘉恩拳打腳踢。張國豪腳踢潘嘉恩的臀部及背部、拆下店內的鐵告示板毆打；林兆峰奪去了潘嘉恩手上的鐵棍；而鍾振豐則拿了麵包托盤，9人不斷圍毆潘嘉恩，期間吳柏麟突然抬起重達12公斤的雨傘架，大喊「走開」，隨即2度重擊潘嘉恩的上半身。張國豪見狀認為他們的行為已經過火，欲制止，遂高呼：「停手吧，他受夠了」，他們停手逃去，潘嘉恩被打至頭破血流重創。張國豪指出，當時9人均是赤手空拳，沒帶武器到現場，只是隨手在店內拾取物品施襲。犯案後，9人再到「彩虹吧」喝酒到天亮，並商討潛逃。至10月4日，他在街上遭警員截查，因而被拘捕。

### 判決
2010年4月23及24日，3名被告張國豪、吳柏麟及布嘉誠接受判刑。法官賴磐德引導陪審團作出裁決，先釐清謀殺定罪的元素，並非必然是殺人意圖，也可以是造成嚴重身體傷害的意圖。賴磐德接納此案並非有預謀發生，涉案成員案發時沒有帶備武器，亦有著年輕、布嘉誠願意自首歸案、張國豪有嘗試制止同黨及擔任污點證人、參與程度較輕等因素，但因案情嚴重，必須判以監禁。
由5男2女組成的陪審團退庭商議7小時後，以5比2大比數裁定吳柏麟謀殺罪名成立，判處終身監禁。至於布嘉誠和張國豪已承認誤殺罪名，分別被判處監禁5年6個月及4年。

## 第2次審訊
2012年，另一名涉案成員林兆峰被警方控告謀殺罪名，押解到香港高等法院審理；此外，已被裁定謀殺罪成的吳柏麟因為原審的法庭傳譯員翻譯出錯，被上訴法庭認為審訊出現重大欠妥之處，因而撤銷其定罪，發還重審。法庭將2宗案件合併審訊。（案件編號：CACC 153/2011、HCCC 154/2011、HCCC 433/2011）

### 上訴理據
首次審訊的法官賴磐德是外籍人士，以英語向吳柏麟發問，而吳柏麟則使用粵語自辯，雙方只能靠法庭傳譯員的翻譯來了解內容。惟賴磐德問吳柏麟於案發時是否「intended the victim some really serious bodily harm」（打算使事主受到一些很嚴重的身體傷害）時，法庭傳譯員將問題錯誤翻譯成「可能導致某程度嘅一啲傷害」（some degree of bodily harm），吳柏麟聽到翻譯版本後回答「是」。吳柏麟指自己被誤導；上訴法庭則表示是次為首宗因法庭傳譯員出錯而重審的案件，當時沒人留意到翻譯出錯並作出提醒，實屬不幸。

### 被告供詞
林兆峰供稱，吳柏麟和他都認為「小強」仍聯絡「愛儀」是非常厚臉皮，有必要「教訓」他，於是他們便糾黨去天瑞商場麥當勞。抵達後，他是9人之中最先走進麥當勞的，然後他被手裡拿着鐵棍的潘嘉恩大聲喝罵。及後，尾隨吳柏麟的黃敏俊立即朝潘嘉恩衝去，並將之摔在地上，其餘同黨亦衝上前圍毆潘嘉恩。潘嘉恩用鐵棍打中了林兆峰的肚子，瞬間燃起他的怒火，他立即搶過鐵棍，毆打潘嘉恩的腿、背、腳、手臂各4下，但他並沒打算將潘嘉恩打成重傷。潘嘉恩哀求他們不要再打，於是他決定放過潘嘉恩，將鐵棍打在潘嘉恩身旁，並丟下鐵棍，但鍾振豐仍在以麵包托盤毆打潘嘉恩，他便對同黨說：「走吧，別打了」，然後離開現場，之後他和同黨去「彩虹吧」。他表示在圍毆過程中，沒看到有同黨用雨傘架毆打潘嘉恩。

### 專家證供
替潘嘉恩驗屍的2名法醫高永富和馬宣立指出，潘嘉恩的顱骨破裂，頭部有大面積創傷，導致顱內出血。他們均認為致命一擊是吳柏麟或黃俊敏的雨傘架造成的可能性較林兆峰的鐵棍高，因為雨傘架的重量及圓形狀的底座與傷痕吻合。

### 判決
2012年8月8日，2名被告林兆峰及吳柏麟接受判刑。法官賴磐德引導陪審團裁決，表示若是根據林兆峰和吳柏麟的供詞，可得知2人並非作出致命一擊的成員，更有早就停手離開現場和制止同黨的行動；但是陪審團必須考慮共同犯罪原則及閉路電視片段所呈現的實際情況。
由4男3女組成的陪審團退庭商議約7小時後，一致裁定林兆峰謀殺罪名成立，而吳柏麟則再次被5比2大比數裁定謀殺罪名成立，2人均被判處終身監禁。

## 第3次審訊
2020年1月10日，案件再次在香港高等法院開審，4名被告鍾振豐、黃俊敏、林家輝及謝偉麟被控告謀殺罪名，4人均否認謀殺而承認誤殺罪，惟只有林家輝和謝偉麟獲控方接納誤殺罪。（案件編號：HCCC 199 & 200/2019）

### 證人作供
「小強」出庭作供，指出「愛儀」和他分手2年後與吳柏麟成為情侶，但吳柏麟對他心生厭惡。2008年10月1日晚上，他和潘嘉恩及另外5名朋友在麥當勞聊天，期間遇見女友及吳柏麟，不久吳柏麟糾黨數十人衝他們而來，吳柏麟的同黨鍾振豐問道：「誰是『小強』？」他遂站起，吳柏麟等人旋即對他拳打腳踢，然後離開，他被打後並沒有報警。至凌晨4點許，朋友致電他指潘嘉恩被襲擊送院，數天後他得知潘嘉恩離世。
目擊圍毆過程的晨運客作供表示，2008年10月2日凌晨3點多，她見到一名男子（即潘嘉恩）向麥當勞點餐處走去，隨即有2輛私家車先後抵達店外，數人（即9名成員）下車走近該男子，然後他們便發生毆鬥，該男子被其餘人以武器毆打，隨後施襲者們離開麥當勞。她報警求助。

#### 被告自辯
鍾振豐及黃俊敏向法庭求情。鍾振豐稱當時年紀尚輕，僅聽從較年長的吳柏麟和林兆峰指使，參與程度很低，只用麵包托盤打了潘嘉恩背部兩三下。黃俊敏就指自己在犯案前喝了12杯酒，是在酒醉的情況下一時衝動犯案，在打鬥初時他沒有參與，只是踢了潘嘉恩腳部兩腳，以及在最後用雨傘架打了潘嘉恩1下。他們皆表示自己不是主謀，沒有意圖亦不想導致潘嘉恩死亡，也沒有證據能直接證明致命一擊是由他們造成。可是，控方則認為他們只為了淡化自己角色的嚴重性而說謊。

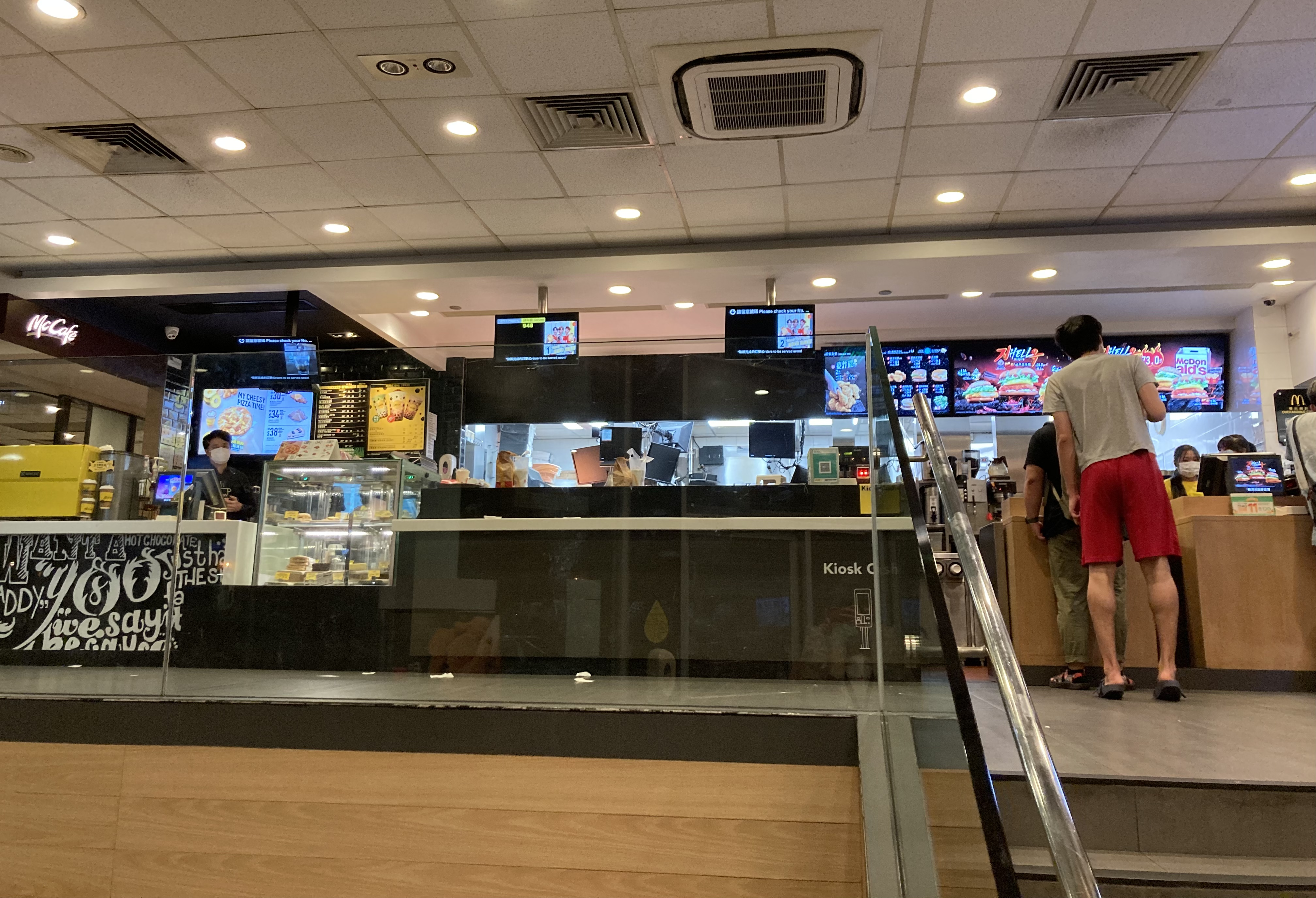
案發位置（案發後已裝修）

林家輝和謝偉麟作供。2008年10月1日晚上，林家輝、吳柏麟和鍾振豐在天瑞商場的露天廣場遇見「小強」、潘嘉恩及他們另一名朋友，吳柏麟認為其女友「愛儀」與「小強」藕斷絲連而與「小強」發生推撞，隨後離開。之後，吳柏麟先行回家，林家輝和鍾振豐則到「彩虹吧」喝酒，並在該處遇到林兆峰、黃俊敏、謝偉麟及另外數名同黨。喝到10月2日凌晨3時許，林兆峰接到吳柏麟來電，吳柏麟指他找到了「小強」的其中一名朋友，林兆峰聞言感到憤怒，立即轉告信息予在喝酒的7名同黨，再帶他們登上2輛私家車出發「復仇」。他們先到田心村接載吳柏麟，然後9人一起去天瑞邨麥當勞。當私家車抵達麥當勞門外，他們看見潘嘉恩，林兆峰說：「別讓他逃了！」眾人立即下車跑進麥當勞。有同黨喊：「打撚死佢！」，他們圍毆潘嘉恩，更隨手拿起物品充當武器。林家輝表示他趁著潘嘉恩被毆至躺在地上時踢了身軀2腳，而謝偉麟則指他向潘嘉恩的手臂打了2拳，然後在腹部踢1腳；他們都看見林兆峰拿鐵棍毆打潘嘉恩，吳柏麟及黃俊敏就以雨傘架砸向潘嘉恩，黃俊敏更是最後離開現場的同黨。犯案後，他們以非法的海陸方式潛逃內地。2人均指出，他們曾嘗試勸止同黨，而且在出發去「復仇」時根本不知道會發生什麼，更沒想到會演變成嚴重暴力事件。

### 判決
2020年3月10日及3月13日，鍾振豐、黃俊敏、林家輝及謝偉麟4名被告接受判刑。法官祁彥輝斥責各涉案成員只因為發生瑣碎衝突、有感不被尊重而以兇殘方式殺害潘嘉恩，是毫無意義且不需要的。
由4男3女組成的陪審團退庭商議6小時後，分別以5比2大比數及一致裁定鍾振豐及黃俊敏謀殺罪名成立，判處終身監禁；至於林家輝及謝偉麟，因為有協助警方調查和出庭頂證同黨，並且承認了誤殺罪名，故給予3分之1的刑期扣減，判處2人分別監禁5年6個月及5年。

## 涉案成員列表
| 被告次序 | 姓名 （暱稱）   | 案發年齡 | 犯案紀錄                                                                       | 控罪 | 裁決 （判決年份）           | 備註                                               |
| 1        | 張國豪 （豪仔） | 15       | 藏毒                                                                           | 誤殺 | 監禁4年 （2010年）          | 獲控方選為污點證人                                 |
| 2        | 吳柏麟 （柏麟） | 18       |                                                                                | 謀殺 | 終身監禁 （2010年、2012年） | 主腦之一，始作俑者                                 |
| 3        | 布嘉誠 （阿布） | 18       | 2004年因以三合會社團成員身份行事而被判感化令15個月、 2008年因藏毒被罰款1,500元 | 誤殺 | 監禁5年6個月 （2010年）     | 2014年因販毒而再次入獄3年 2017年因感情問題自殺身亡 |
| 4        | 林兆峰 （兆峰） | 21       |                                                                                | 謀殺 | 終身監禁 （2012年）         | 主腦之一                                           |
| 5        | 鍾振豐          | 20       | 以三合會社團成員身份行事、盜竊                                                 | 謀殺 | 終身監禁 （2020年）         | 潛逃期間在內地販毒而被判囚                         |
| 6        | 黃俊敏 （阿敏） | 21       |                                                                                | 謀殺 | 終身監禁 （2020年）         | 潛逃期間在內地販毒而被判囚                         |
| 7        | 林家輝          | 20       | 毆鬥、搶劫、在公眾地方管有攻擊性武器                                           | 誤殺 | 監禁5年6個月 （2020年）     | 潛逃期間在內地販毒而被判囚                         |
| 8        | 謝偉麟          | 19       | 在公眾地方參與非法打鬥                                                         | 誤殺 | 監禁5年 （2020年）          | 潛逃期間在內地販毒而被判囚                         |
| 未被拘捕 | 家浩            |          |                                                                                | /    | /                           | 仍在潛逃                                           |

## 後續發展
案發後，吳柏麟隨即與引起衝突的女友黎愛儀分手，然後結交了新女友。在他自首前，新女友更懷孕，並於他還押期間誕下孩子。
潘嘉恩的妻子及2名女兒因為此案失去了經濟支柱，陷入經濟困難而需要申領綜援，並向區議員申請調遷離天瑞邨，避免觸景傷情。
至於較早前被判誤殺罪成而入獄5年半的布嘉誠於2012年出獄，出獄後他曾嘗試創業但失敗，需申請破產。2014年1月初，他被販毒的利潤所吸引，在元朗的電子遊樂場販賣冰毒，惟當場被警察抓獲，他也再次被判監禁3年。（案件編號：DCCC 316/2014）再次獲釋後，在2017年11月他與妻子感情生變，以電線自縊身亡。

## 外部連結
- 鍾振豐、林家輝、謝偉麟的案情重組新聞報導（粵語）
- HKSAR v. CHEUNG KWOK HO AND OTHERS
  - HCCC 225/2009（2010 HKCFI 1953） （页面存档备份，存于）（高等法院判詞）（英文）
  - HCCC 225/2009（2010 HKCFI 1954） （页面存档备份，存于）（吳柏麟依例判處終身監禁的報告）（英文）
- HKSAR v. NG PAK LUN CACC 153/2010 （页面存档备份，存于）（吳柏麟上訴法庭判詞）（英文）
- HKSAR v. LAM SIU FUNG AND ANOTHER
  - HCCC 154/2011 （页面存档备份，存于）（林兆峰、吳柏麟依例判處終身監禁的報告）（英文）
  - CACC 326/2012 （页面存档备份，存于）（上訴法庭判詞）（英文）
  - FAMC 10/2014 （页面存档备份，存于）（終審法院判詞）（英文）
- HKSAR v. CHUNG CHUN FUNG AND ANOTHER
  - HCCC 199/2019 （页面存档备份，存于）（鍾振豐、黃俊敏依例判處終身監禁的報告）（英文）
  - CACC 28/2020 （页面存档备份，存于）（上訴法庭判詞）（英文）
- HKSAR v. LAM KA FAI AND ANOTHER
  - HCCC 200/2019 （页面存档备份，存于）（高等法院判詞）（英文）